# Tlahuiltepa
Esta página se refiere a una localidad. Para el municipio homónimo véase Municipio de Tlahuiltepa
Tlahuiltepa es una localidad mexicana, cabecera del municipio de Tlahuiltepa, en el estado de Hidalgo.

## Toponimia
Del náhuatl, tláhuitl, ocre, rojo, tetl, piedra y pan lugar: Lugar de piedra o tierra roja. También podría ser de tlalli, tierra, ahuilia, regar y pan.

## Geografía
Se encuentra en la región geográfica de la Sierra Alta. Le corresponden las coordenadas geográficas 20° 55’ 26.087” de latitud norte y 98° 57’ 00.724” de longitud oeste, con una altitud de 2003 m s. n. m.
En cuanto a fisiografía se encuentra en la provincia de la Sierra Madre Oriental, dentro de la subprovincia del Carso Huasteco; su terreno es de sierra. En lo que respecta a la hidrografía se encuentra posicionado en la región del Pánuco, dentro de la cuenca del río Moctezuma, y en la subcuenca del río Amajac.
El clima tiene una temperatura media anual de 17.0 grados centígrados y precipitación pluvial media anual de 900 mm. Las heladas inician a finales de septiembre y durante el invierno, éstas generalmente suceden a diario, las granizadas se presentan cuando las lluvias son más fuertes generalmente a finales del mes de agosto.

## Demografía
En 2020 registró una población de 286 personas, lo que corresponde al 3.15 % de la población municipal. De los cuales 134 son hombres y 152 son mujeres.
| Gráfica de evolución demográfica de Tlahuiltepa entre 1900 y 2020                            |
|                                                                                              |
| Población de los censos y conteos del Instituto Nacional de Estadística y Geografía (INEGI). |